# Paul Staub
Paul Staub va ser un remer suís que va competir a començaments del segle xx.
El 1920 va prendre part en els Jocs Olímpics d'Anvers, on guanyà la medalla d'or en la competició del quatre amb timoner del programa de rem, formant equip amb Willy Brüderlin, Max Rudolf, Paul Rudolf i Hans Walter. En aquests mateixos Jocs disputà la prova del vuit amb timoner, on fou eliminat en sèries. En ambdós equips exercia de timoner.